# Liturgusa atricoxata
Liturgusa atricoxata är en bönsyrseart som beskrevs av Max Beier 1931. Liturgusa atricoxata ingår i släktet Liturgusa och familjen Liturgusidae. Inga underarter finns listade i Catalogue of Life.